# Airosperma vanuense
Airosperma vanuense är en måreväxtart som beskrevs av Steven P. Darwin. Airosperma vanuense ingår i släktet Airosperma och familjen måreväxter. Inga underarter finns listade i Catalogue of Life.